# Diamphipnoa
Genre
Diamphipnoa est un genre d'insectes plécoptères de la famille des Diamphipnoidae.

## Distribution
Les espèces de ce genre se rencontrent dans le sud de l'Amérique du Sud.

## Liste des genres
Selon Plecoptera Species File :
- Diamphipnoa annulata (Brauer, 1869)
- Diamphipnoa colberti Stark, 2008
- Diamphipnoa helgae Illies, 1960
- Diamphipnoa virescentipennis (Blanchard, 1851)

## Publication originale
- Gerstäcker, A. 1873 : Über Pteronarcys Newm. und eine zweite, im Imago Stadium mit. Tracheenkiemen versehene Perlarien-Gattung. Zur Morphologie der Orthoptera amphibiotica. Sitzungsberichte der Gesellschaft Naturforschender Freunde zu Berlin, vol. 1873, p. 60-74.